# Јуриј Пантјухов
Јуриј Борисович Пантјухов (рус. Юрий Борисович Пантюхо́в; Коломна, 15. март 1931 − Москва, 22. октобар 1992) био је совјетски и руски хокејаш на леду који је током играчке каријере играо на позицијама деснокрилног нападача. Члан је Хокејашке куће славних руског и совјетског хокеја на леду и Заслужни мајстор совјетског спорта од 1956. године. 
Као члан сениорске репрезентације Совјетског Савеза учествовао је на ЗОИ 1956. у Кортини д'Ампецо када је совјетски тим освојио прву златну олимпијску медаљу. За репрезентацију је одиграо укупно 68 утакмица и постигао 32 голе, од чега је одиграо 28 утакмице и постигао 13 голова на светским првенствима и олимпијским играма. 
У клупској каријери освојио је 8 титула националног првака и 6 титул4 победника националног купа. У совјетском првенству одиграо је укупно 250 утакмице и постигао 122 поготка.